# Speed (południowokoreański zespół muzyczny)
Speed (kor. 스피드 trb. seupideu, zapis stylizowany: SPEED) – boys band z Korei Południowej. Zespół oryginalnie powstał jako podgrupa zespołu Coed School, a po rozpadzie drugiej podgrupy F-ve Dolls, stał się niezależnym zespołem. Zadebiutowali w 2012 roku pod wytwórnią Core Contents Media wydając singel Lovey-Dovey Plus – remake singla T-ary Lovey-Dovey.

## Członkowie
Początkowo w skład grupy wchodzili Taewoon, Jungwoo, Kwanghaeng, Sungmin, In Oh i Jongguk z Superstar K3. Trzy dni po debiucie do grupy doszedł Se-jun. W październiku do zespołu doszli Yu-hwan i Tae-ha, którzy zastąpili Kwanghenga i Nooriego. W lipcu 2013 roku do zespołu doszli Taewoon i Sangwon jako „członkowie projektu”. W marcu 2015 roku zostało ogłoszone, że Taewoon odszedł, by zacząć karierę solową. Jego miejsce zajął KI-O. 27 stycznia 2016 roku Jungwoo odszedł z wytwórni po wygaśnięciu jego kontraktu, Sejun również odszedł z zespołu, aby kontynuować karierę aktorską. W czerwcu 2016 roku Taeha rozpoczął pracę nad solowym debiutem jako IONE, podczas gdy Sungmin podpisał kontrakt ze Star Camp 202 w celu kontynuacji kariery aktorskiej.

### Obecni
| Pseudonim   | Pseudonim | Prawdziwe imię | Prawdziwe imię | Data urodzenia       |
| Latynizacja | Hangul    | Latynizacja    | Hangul         | Data urodzenia       |
| ----------- | --------- | -------------- | -------------- | -------------------- |
| Yuhwan      | 유환      | Kim Yu-hwan    | 김유환         | 29 lipca 1991(dts)   |
| Jongkook    | 종국      | Shin Jong-kook | 신종국         | 9 września 1993(dts) |
| KI-O        | 키오      | Oh Seung-ri    | 오승리         | 14 maja 1994(dts)    |

### Byli
| Pseudonim   | Pseudonim | Prawdziwe imię  | Prawdziwe imię |
| Latynizacja | Hangul    | Latynizacja     | Hangul         |
| ----------- | --------- | --------------- | -------------- |
| Kwanghaeng  | 광행      | Lee Kwang-haeng | 이광행         |
| Noori       | 누리      | Kang In-oh      | 강인오         |
| Taewoon     | 태운      | Woo Ji-seok     | 우지석         |
| Jungwoo     | 정우      | Kim Jung-woo    | 김정우         |
| Sejun       | 세준      | Park Se-jun     | 박세준         |
| Taeha       | 태하      | Oh Sung-jong    | 오성종         |
| Sungmin     | 성민      | Choi Sung-min   | 최성민         |

## Dyskografia

### Albumy
- SUPERIOR SPEED (15 stycznia 2013)
- Blow SPEED (Repackage; 20 lutego 2013)
- Speed On (1 czerwca 2015)

### Minialbumy
- SPEED Circus (18 lutego 2014)
- Look at me now (Repackage; 3 kwietnia 2014)

### Single
- Lovey-Dovey Plus (14 lutego 2012)
- Speed of Light (7 stycznia 2013)
- Zombie Party! (18 marca 2014)
- White Snow (10 lutego 2015)

### Współpraca
- [2012.12.06] The Seeya – Love U (#7 Nae Mameun Jugeogayo (feat. SPEED))
- [2013.06.09] T-ara & The Seeya & 5dolls & SPEED – Jintongje (kor. 진통제, ang. Painkiller)
- [2015.02.10] T-ara, SPEED, The Seeya, Seung Hee – White Snow

## Nagrody
| Rok  | Nagroda                      | Kategoria                    | Wynik   |
| ---- | ---------------------------- | ---------------------------- | ------- |
| 2013 | Cyworld Digital Music Awards | Debiutant Miesiąca (styczeń) | Wygrana |